# 91 Aegina
Aegina /ɪˈdʒaɪnə/ (từ tiếng Latinh Aegīna, Aegīnēta), định danh hành tinh vi hình: 91 Aegina là một tiểu hành tinh lớn ở vành đai chính. Bề mặt của nó có màu rất tối và thành phần cấu tạo có thể là cacbonat nguyên thủy. Tiểu hành tinh này do nhà thiên văn học người Pháp Édouard Jean-Marie Stephan phát hiện ngày 4 tháng 11 năm 1866, và được đặt theo tên Aegina, một nữ thần trong thần thoại Hy Lạp kết hợp với một đảo cùng mang tên này. Đây là tiểu hành tinh thứ hai và là cuối cùng do Édouard Jean-Marie Stephan phát hiện,  tiểu hành tinh đầu tiên là 89 Julia.